# P.G. Ballings
Petrus Godefridus Ballings (Amsterdam, 4 maart 1918 – Tilburg, 12 april 1999) was een Nederlands burgemeester.
Hij was commies bij de afdeling Ambtenarenzaken van het ministerie van Binnenlandse Zaken voor hij in januari 1952 benoemd werd tot burgemeester van Bladel en Netersel. In mei 1973 volgde zijn benoeming tot burgemeester van Gilze en Rijen waar hij tot zijn pensionering in 1983 zou blijven. Vanaf 1984 was Ballings na het overlijden van de Zundertse burgemeester Adriaan Kievits nog enige tijd waarnemend burgemeester van die gemeente. Ballings overleed op 81-jarige leeftijd.